# Amycus
Amycus  (лат.) — род аранеоморфных пауков из подсемейства Amycinae в семействе пауков-скакунов (Salticidae). Все виды распространены в Латинской Америке.

## Этимология
Амик (англ. Amycus) в древнегреческой мифологии царь бебриков, отличавшийся огромной физической силой.

## Виды
- Amycus amrishi (Makhan, 2006) — Суринам
- Amycus annulatus (Simon, 1900) — Бразилия
- Amycus ectypus (Simon, 1900) — Перу, Бразилия
- Amycus effeminatus (Caporiacco, 1954) — Французская Гвинея
- Amycus equulus (Simon, 1900) — Бразилия
- Amycus flavicomis (Simon, 1900) — Бразилия, Аргентина
- Amycus flavolineatus (C. L. Koch, 1846) — Мексика
- Amycus igneus (Perty, 1833) — Бразилия typus
- Amycus lycosiformis (Taczanowski, 1878) — Перу
- Amycus patellaris (Caporiacco, 1954) — Французская Гвинея
- Amycus pertyi (Simon, 1900) — Перу
- Amycus rufifrons (Simon, 1900) — Бразилия
- Amycus spectabilis (C. L. Koch, 1846) — Перу, Бразилия